# 田中太郎 (社会事業家)
田中 太郎（たなか たろう、1870年12月31日（明治3年11月10日） - 1932年（昭和7年）6月5日）は、日本の社会事業家、東京市養育院（現・東京都健康長寿医療センター）2代目院長。

## 来歴
1870年12月31日（明治3年11月10日）、日本橋浜町の東京府士族の家に生まれる。東京府尋常中学校、東京英和学校を経て東京高等商業学校に入学するも、1889年（明治22年）に退学する。1893年（明治26年）に内閣属として内閣統計局に任用され、同時期に東京統計協会に所属する。
1896年（明治29年）に出版した『犯罪救治論』が渋沢栄一の手に渡ったことを契機に、1897年（明治30年）の初夏、三好退蔵の仲介によって渋沢と面会する。渋沢は社会問題や社会事業に関する自身の事業を手助けしてほしいという旨を依頼し、田中はこれを快諾する。渋沢は、1901年（明治34年）3月に創刊した『東京市養育院月報』の編集を田中に委ねる。
1908年（明治41年）5月から1909年（明治42年）10月まで、内務省・東京市・渋沢から欧米視察を嘱託される。1910年（明治43年）4月6日、渋沢の希望によって慈善問題講話会が開かれ、田中は視察の報告を行った。帰朝後、東京市の救済事業関連の嘱託や感化救済事業講習会の仕事を担い、1919年（大正8年）6月に東京市主事・養育院幹事の職に就いた。田中は、院長である渋沢の信頼に答えるべく奔走し、老朽化した大塚の本院を板橋へ移転させて新築させたり、関東大震災時には1000人の入所者のために食料や物資を調達したりした。
渋沢は養育院を田中に託そうとしており、渋沢の死後から約半年経った1932年（昭和7年）4月16日に東京市理事・養育院2代目院長に就任する。しかし、新院長就任の挨拶をした同年5月17日から病に伏し、6月5日に急性尿毒症で急逝した。

## 著作

### 単著
- 『犯罪救治論』教文館、1896年4月。 NCID BN1582600X。全国書誌番号:40027902。
- 『泰西社会事業視察記』田中太郎、1911年7月。 NCID BN11333816。全国書誌番号:40031555。
  - 『泰西社会事業視察記』（復刻版）日本図書センター〈戦前期社会事業基本文献集 21〉、1995年10月。ISBN 9784820518877。 NCID BN13385796。全国書誌番号:96022558。

### 翻訳
- アレキサンドル・アール・エッブ『南洋風土及貿易 一名・マニラ通信』十字屋、1889年10月。 NCID BN1564629X。全国書誌番号:40010647。
- ストレットン『堅信美談 薄命児』警醒社、1900年12月。 NCID BA46550932。全国書誌番号:41001099。
- バレット『開明諸国に於ける感化事業』警醒社、1902年3月。 NCID BN15389947。全国書誌番号:40031485。
  - アール・エム・バレット『開明諸国に於ける感化事業』（復刻版）日本図書センター〈日本児童問題文献選集 16〉、1984年4月。ISBN 9784820567462。 NCID BN02167760。全国書誌番号:84038393。
- ファオル『窮民救助法論』田中太郎、1903年7月。 NCID BN15750600。全国書誌番号:40029185。
- ウヰリアム・オーグル『社会研究 晩婚論』三生舎、1903年5月。全国書誌番号:40031728。
  - オーゲル「晩婚論」『世界女性学基礎文献集成』 明治大正編 第4巻（復刻版）、ゆまに書房、2001年6月。ISBN 9784843303115。 NCID BA54274943。全国書誌番号:20199099。